# Papio
Papio es un género de primates catarrinos de la familia Cercopithecidae conocidos vulgarmente como papiones o babuinos. Se encuentran entre los mayores monos del Viejo Mundo.

## Morfología
El esquema de los babuinos es el de un primate de tamaño medio a grande, de hábitos terrestres que rara vez sube a los árboles, cuadrúpedo, de cabeza larga y fina, mandíbula fuerte dotada de largos caninos en el caso de los machos, manos con pulgar oponible y de gran maniobrabilidad, pelo más largo a los lados de la cara y sobre los hombros (nuevamente, en el caso de los machos) y cola arqueada y levantada hacia arriba, sin utilidad alguna ni apenas movilidad. Todas las especies presentan un fuerte dimorfismo sexual, en el que los machos son mucho más grandes y fuertes que las hembras. El comportamiento de estos suele ser agresivo, pues en cualquier momento pueden entrar a una pelea por el motivo que sea. El color del pelaje, que varía según la especie, suele ser de color claro.[cita requerida]
Tienen patas posteriores plantígradas y anteriores digitígradas.

## Hábitat
El hábitat varía según la especie, pero siempre es abierto, como pueden ser sabanas, semidesiertos o planicies rocosas. En la actualidad se encuentran principalmente en África, aunque también pueden encontrarse en la península arábiga y en algunos momentos del Plio-pleistoceno llegaron a extenderse hacia Oriente Medio y Europa.[cita requerida]

## Dieta
La dieta de estos animales es omnívora. Vagan en grupos a la búsqueda de cualquier cosa que les sirva de alimento, buscan insectos bajo las piedras, desentierran raíces y tubérculos, arrancan y manipulan con facilidad hojas y hierbas (gracias a sus versátiles pulgares) y cazan animales de tamaño pequeño o medio, como roedores, liebres, antílopes pequeños o aves, a veces del tamaño de un flamenco o un avestruz joven. También consumen huevos que cogen de los nidos. 
La longevidad es de unos cuarenta y cinco años, siendo la esperanza de vida al nacer de treinta años en la naturaleza y cerca de cuarenta y cinco años en cautividad.[cita requerida]

## Taxonomía
Se reconocen seis especies de Papio, aunque existe cierto desacuerdo sobre si realmente son especies separadas o subespecies.
- Papio anubis
- Papio cynocephalus
- Papio hamadryas
- Papio papio
- Papio ursinus
- Papio kindae

Anteriormente se reconocían cinco especies de babuinos; El babuino Kinda ha obtenido apoyo para su estatus de especie después de estudios filogenéticos de todos los miembros de Papio. Muchos autores distinguen a P. hamadryas como una especie completa, pero consideran a todas las demás subespecies de P. cynocephalus y se refieren a ellas colectivamente como "babuinos de la sabana". Esto puede no ser útil: se basa en el argumento de que el babuino hamadríade es conductual y físicamente distinto de otras especies de babuinos, y que esto refleja una historia evolutiva separada. Sin embargo, estudios morfológicos y genéticos recientes de Papio muestran que el babuino hamadríade está más estrechamente relacionado con las especies de babuinos del norte (los babuinos de Guinea y los babuinos oliva) que con las especies del sur (los babuinos amarillo y chacma).

## Filogenia
Los babuinos se cuentan dentro de la subfamilia de monos los parecidos a los babuinos (Papionini). Se discute el desarrollo filogenético de este grupo. En el pasado, los mandriles (mandrillus) y driles (Mandrillus leucophaeus) se consideraban los parientes más cercanos de los babuinos y, en ocasiones, incluso se los incluía en el mismo género. Estudios de ADN recientes, han cambiado las supuestas relaciones en esta tribu. 
|  | \| \| Kipunji (Rungwecebus) \| \| \| \| \| \| Paviane (Papio) \| \| \| \| |
|  |                                                                           |
|  | gelada (Theropithecus)                                                    |
|  |                                                                           |
|  | Kipunji (Rungwecebus)                                                     |
|  |                                                                           |
|  | Paviane (Papio)                                                           |
|  |                                                                           |

|  | Kipunji (Rungwecebus) |
|  |                       |
|  | Paviane (Papio)       |
|  |                       |

|  | \| \| Kipunji (Rungwecebus) \| \| \| \| \| \| Paviane (Papio) \| \| \| \| |
|  |                                                                           |
|  | gelada (Theropithecus)                                                    |
|  |                                                                           |
|  | Kipunji (Rungwecebus)                                                     |
|  |                                                                           |
|  | Paviane (Papio)                                                           |
|  |                                                                           |

|  | Kipunji (Rungwecebus) |
|  |                       |
|  | Paviane (Papio)       |
|  |                       |

|  | Cercocebus |
|  |            |
|  | Mandrillus |
|  |            |

|  | \| \| Kipunji (Rungwecebus) \| \| \| \| \| \| Paviane (Papio) \| \| \| \| |
|  |                                                                           |
|  | gelada (Theropithecus)                                                    |
|  |                                                                           |
|  | Kipunji (Rungwecebus)                                                     |
|  |                                                                           |
|  | Paviane (Papio)                                                           |
|  |                                                                           |

|  | Kipunji (Rungwecebus) |
|  |                       |
|  | Paviane (Papio)       |
|  |                       |

|  | \| \| Kipunji (Rungwecebus) \| \| \| \| \| \| Paviane (Papio) \| \| \| \| |
|  |                                                                           |
|  | gelada (Theropithecus)                                                    |
|  |                                                                           |
|  | Kipunji (Rungwecebus)                                                     |
|  |                                                                           |
|  | Paviane (Papio)                                                           |
|  |                                                                           |

|  | Kipunji (Rungwecebus) |
|  |                       |
|  | Paviane (Papio)       |
|  |                       |

|  | Cercocebus |
|  |            |
|  | Mandrillus |
|  |            |

|  | \| \| Kipunji (Rungwecebus) \| \| \| \| \| \| Paviane (Papio) \| \| \| \| |
|  |                                                                           |
|  | gelada (Theropithecus)                                                    |
|  |                                                                           |
|  | Kipunji (Rungwecebus)                                                     |
|  |                                                                           |
|  | Paviane (Papio)                                                           |
|  |                                                                           |

|  | Kipunji (Rungwecebus) |
|  |                       |
|  | Paviane (Papio)       |
|  |                       |

|  | \| \| Kipunji (Rungwecebus) \| \| \| \| \| \| Paviane (Papio) \| \| \| \| |
|  |                                                                           |
|  | gelada (Theropithecus)                                                    |
|  |                                                                           |
|  | Kipunji (Rungwecebus)                                                     |
|  |                                                                           |
|  | Paviane (Papio)                                                           |
|  |                                                                           |

|  | Kipunji (Rungwecebus) |
|  |                       |
|  | Paviane (Papio)       |
|  |                       |

|  | Cercocebus |
|  |            |
|  | Mandrillus |
|  |            |

|  | \| \| Kipunji (Rungwecebus) \| \| \| \| \| \| Paviane (Papio) \| \| \| \| |
|  |                                                                           |
|  | gelada (Theropithecus)                                                    |
|  |                                                                           |
|  | Kipunji (Rungwecebus)                                                     |
|  |                                                                           |
|  | Paviane (Papio)                                                           |
|  |                                                                           |

|  | Kipunji (Rungwecebus) |
|  |                       |
|  | Paviane (Papio)       |
|  |                       |

|  | \| \| Kipunji (Rungwecebus) \| \| \| \| \| \| Paviane (Papio) \| \| \| \| |
|  |                                                                           |
|  | gelada (Theropithecus)                                                    |
|  |                                                                           |
|  | Kipunji (Rungwecebus)                                                     |
|  |                                                                           |
|  | Paviane (Papio)                                                           |
|  |                                                                           |

|  | Kipunji (Rungwecebus) |
|  |                       |
|  | Paviane (Papio)       |
|  |                       |

|  | Cercocebus |
|  |            |
|  | Mandrillus |
|  |            |

Se conocen varias especies de babuinos fósiles, la más famosa de las cuales es el nombre científico Papio ingens (a veces también Dinopithecus ingens). El animal probablemente tenía el tamaño de un gorila y vivió en el Pleistoceno, hace unos 1,7 millones de años, en el este de África. Probablemente  Papio ingens se alimentaba con follaje y alimentos vegetales similares. El babuino más antiguo es Papio angusticeps, cuyo cráneo parcialmente conservado fue encontrado en la cueva de Malapa en Sudáfrica, sitio del homínido Australopithecus sediba, y datado en una edad de 2.026 a 2.36 millones de años. La edad de esta especie, por tanto, está por delante o en comparación con la del ancestro común reciente de la especie actual, cuya edad se determinó con ayuda del reloj molecular en 1,8 a 2,2 millones de años.

## Distribución geográfica
Hay seis especies de babuinos: el hamadríade o papión sagrado (Papio hamadryas), el babuino de Guinea (Papio papio, el papión oliva (Papio anubis), el papión o babuino amarillo (Papio cynocephalus), el babuino kinda (Papio kindae) y el babuino chacma o papión negro (Papio ursinus). Cada especie es nativa de una de seis áreas de África y el hamadríade también es nativo de parte de la península arábiga.

## Vida social
Las manadas de babuinos varían entre los 5 y los 250 integrantes según la especie y la época del año, aunque normalmente rondan el medio centenar. Se observan diferencias importantes entre las costumbres del hamadríade del noreste de África (Papio hamadryas) y el resto de babuinos (agrupados bajo el nombre de "babuinos de sabana"). El hamadríade forma harenes pequeños compuestos por un macho adulto, otro joven no autorizado a reproducirse que probablemente le sucederá, varias hembras que se aparean con el macho dominante y las crías pequeñas de éstas, emigrando a otros grupos cuando llegan a la adolescencia para garantizar el intercambio genético. Los babuinos de sabana, por otra parte, tienen una estructura social más amplia, compleja y ordenada, aunque también fuertemente jerárquica. El poder está en manos de un macho adulto; le siguen los machos cercanamente emparentados con él, que cooperan para dirigir la marcha del grupo (a veces muy numeroso), situándose en la periferia del mismo, desde donde vigilan la posible aparición de depredadores; por debajo están los machos no emparentados, los jóvenes, las hembras y sus crías. Los individuos de sexo femenino, a su vez, se ordenan en una escala jerárquica de carácter matriarcal.[cita requerida]

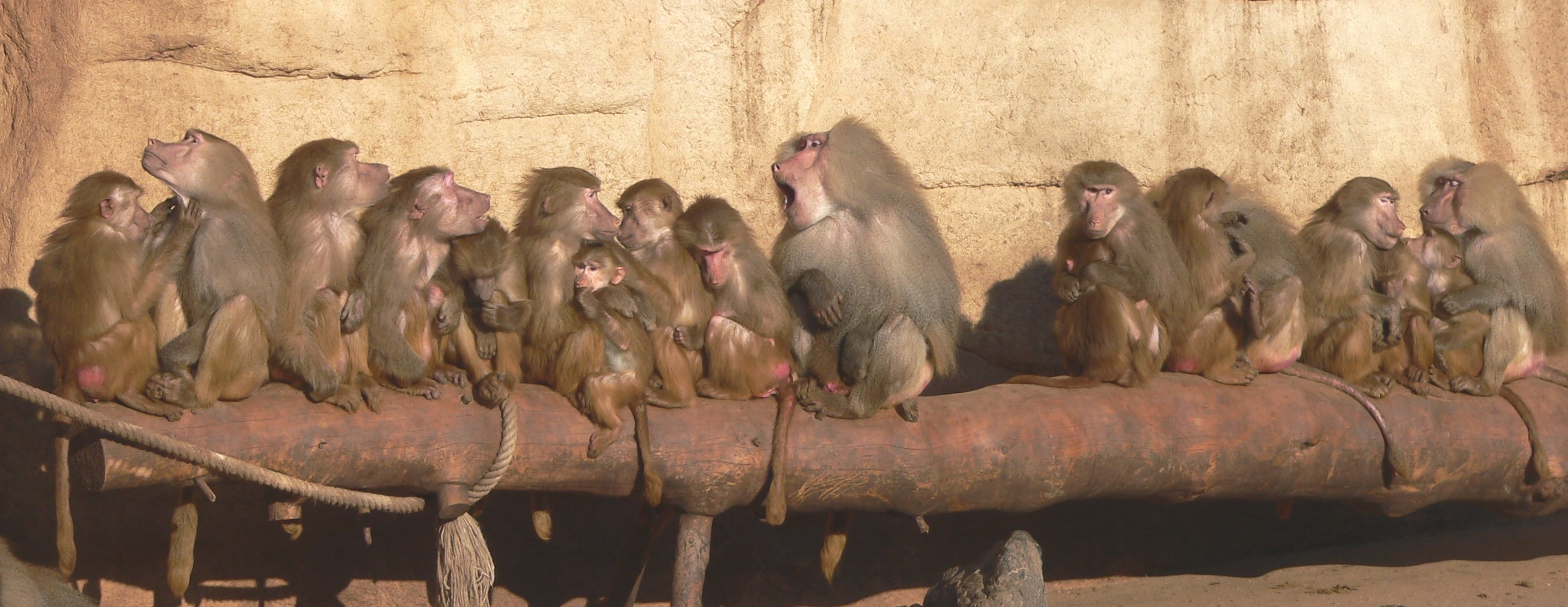
Grupo de hamadríades en cautividad.

Cada cierto tiempo se producen peleas por el dominio del grupo, aunque raramente entre machos emparentados. Son los conflictos entre familias dentro de la manada los que pueden acabar con un golpe de estado dentro de la misma, asesinando al líder y siendo este y su corte sustituidos por otros. Suele decirse que las manadas de babuinos son un reflejo de los peores aspectos del otro primate originario de las sabanas, el hombre: además de luchar por el poder, los babuinos también han sido observados maltratando crías o violando hembras (tanto en solitario como en grupo) que rechazaron aparearse en un principio; asimismo, también se les ha visto masturbándose en público. Sin embargo, también se han podido observar comportamientos altruistas.[cita requerida]

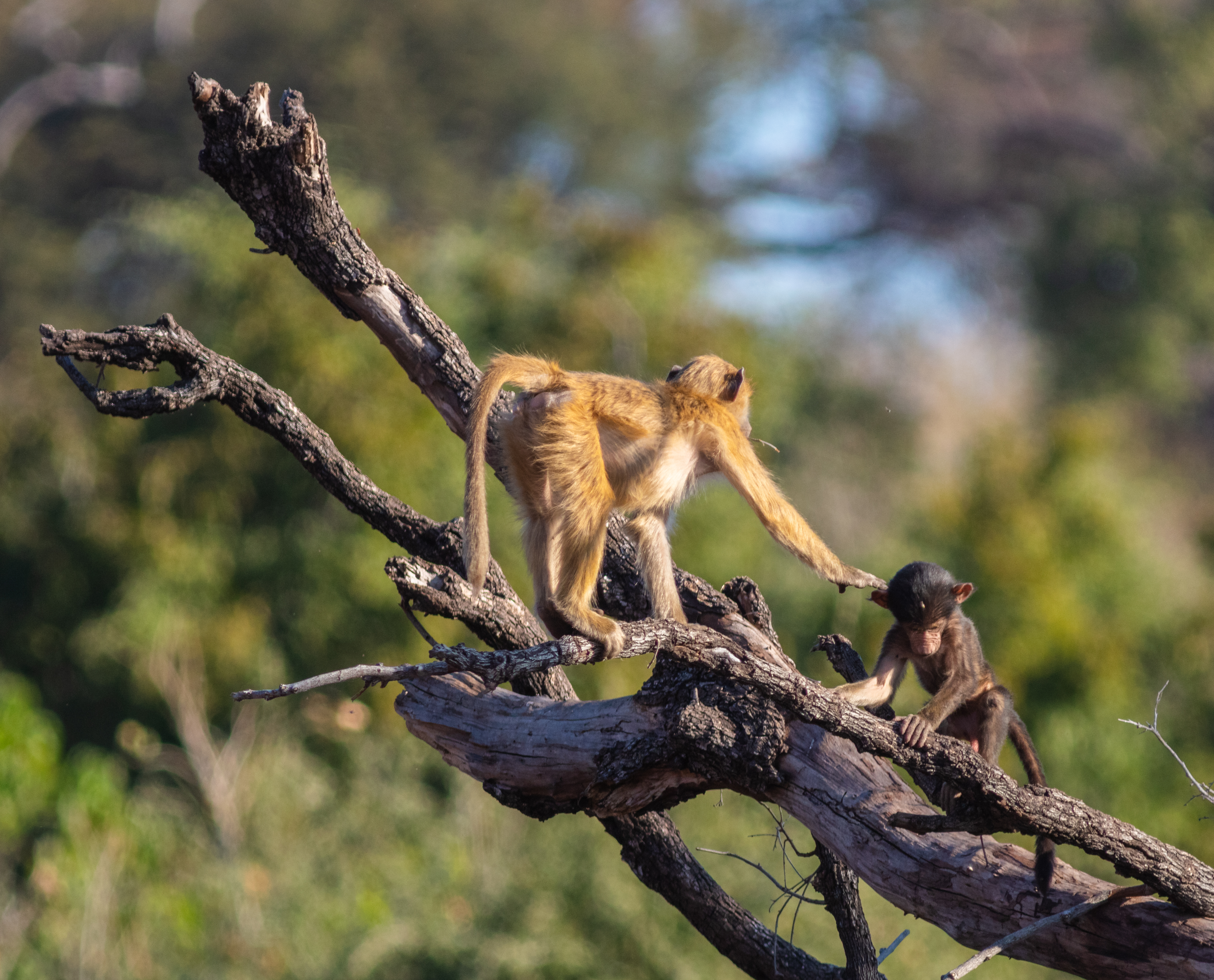
Papiones chacma (papio urisnus) en el parque nacional de Chobe, Botsuana.

Mientras que entre los hamadríades sólo el macho dominante se aparea (peleando a menudo con los intrusos y mordiendo a las hembras que muestren interés por ellos), en el caso de los babuinos de sabana todos los machos pueden aparearse a priori con las hembras. La frecuencia y el número de parejas con que lo hagan dependerá de su estatus social y posición en la jerarquía, por lo que las peleas entre machos por líos de faldas no son frecuentes. Los machos suelen tener una camarilla de hembras preferidas o amigas a las que ayudan con sus hijos o les dan parte del alimento que recolectan, con las que se aparean de forma mucho más frecuente. Cuando las hembras toman la iniciativa en el apareamiento, enseñan al macho elegido sus abultadas callosidades en las nalgas, de colores vivos y atractivos.
Tras seis meses de embarazo, las hembras paren una sola cría de color oscuro y un kilo de peso. En un primer momento son ellas solas las que cuidan de su cría, pero conforme crece el retoño recibe también las atenciones de otras hembras del grupo. En el caso de los babuinos de sabana, son cuidados también por uno o varios amigos de la madre, con los que incluso juegan de vez en cuando. La madurez sexual llega hacia los 8 años.[cita requerida]
Al llegar a la madurez sexual muchos babuinos abandonan su grupo y se unen a otro, aunque muchos otros se quedan dentro del mismo igualmente.[cita requerida]

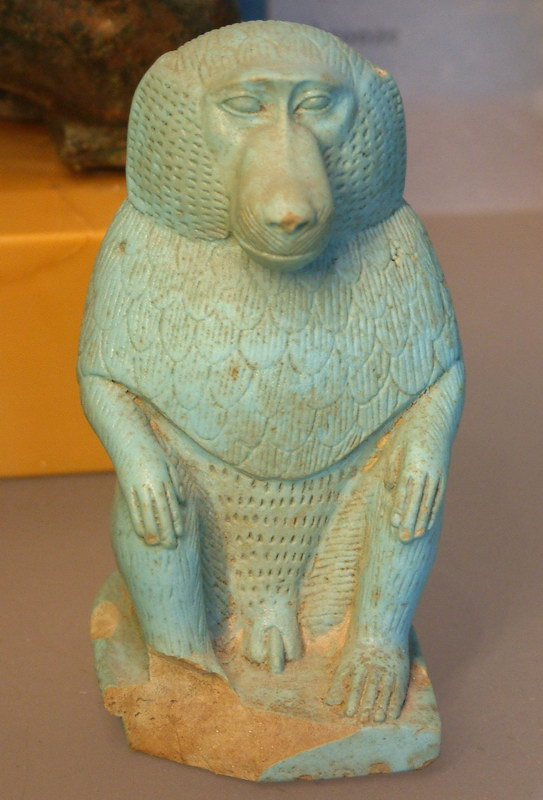
Estatua del dios egipcio Babi en el Museo del Louvre de París.

## Comunicación
Los babuinos se comunican entre sí mediante complejos sistemas vocales y gestuales.

## Depredadores
La vida social y los grandes caninos defienden a los babuinos adultos de la mayoría de los depredadores de la sabana, excepto los leones. Los babuinos que se acercan al agua pueden ser víctimas de los cocodrilos del Nilo que acechan. No es raro que también puedan ser víctimas de chimpancés y pitones. Los cachorros que se dejan desatendidos pueden ser víctimas de hienas, perros salvajes, chacales y guepardos.
El depredador con el que los babuinos expresan su comportamiento más complejo es sin duda el leopardo, su enemigo ancestral desde hace millones de años y probablemente su principal némesis. Cuando la manada detecta al gran felino, los grandes machos adultos se dirigen hacia él, respaldados por los machos jóvenes, abriendo la boca y mostrando sus impresionantes dientes. Por si esto fuera poco, se desata una terrible batalla entre los monos y la bestia, que termina en los casos más sangrientos con la muerte del carnívoro. Sin embargo, la mayoría de los leopardos abandonan la lucha cuando se enfrentan a la intimidación de los babuinos, para evitar lesiones. Por ello, el leopardo amenaza sobre todo a ejemplares jóvenes y aislados, y actúa sobre todo de noche, cuando los babuinos duermen, aprovechando sus grandes habilidades trepadoras, secuestrándolos de sus nidos nocturnos y matándolos con un preciso mordisco en la garganta.  Sólo los leopardos machos grandes son capaces de atacar y matar a un babuino macho adulto sano (y solitario) a plena luz del día.

## Relación con el ser humano

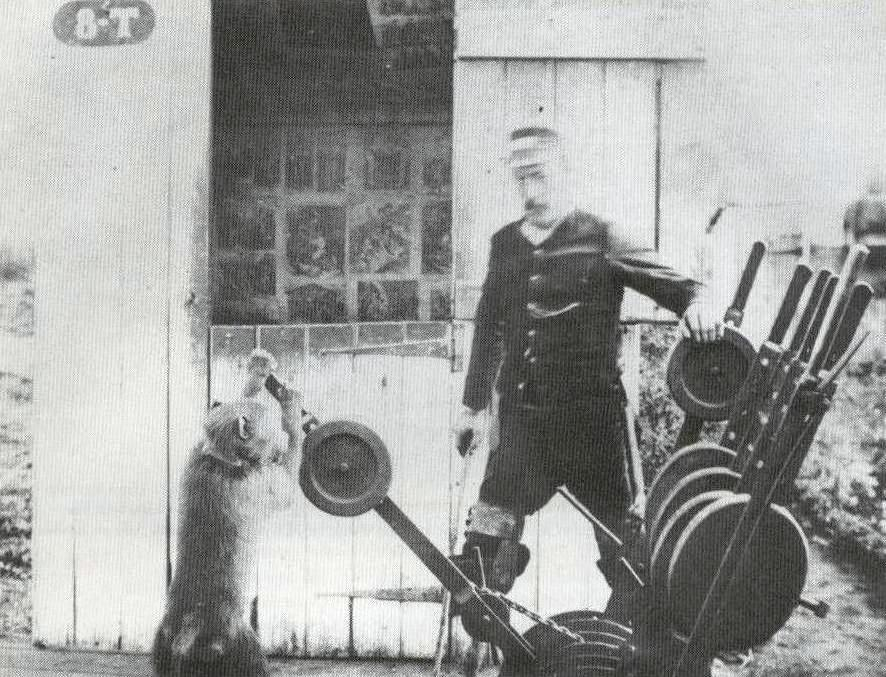
Un babuino entrenado operando un cruce ferroviario para un señalizador discapacitado en Uitenhage, 1884.

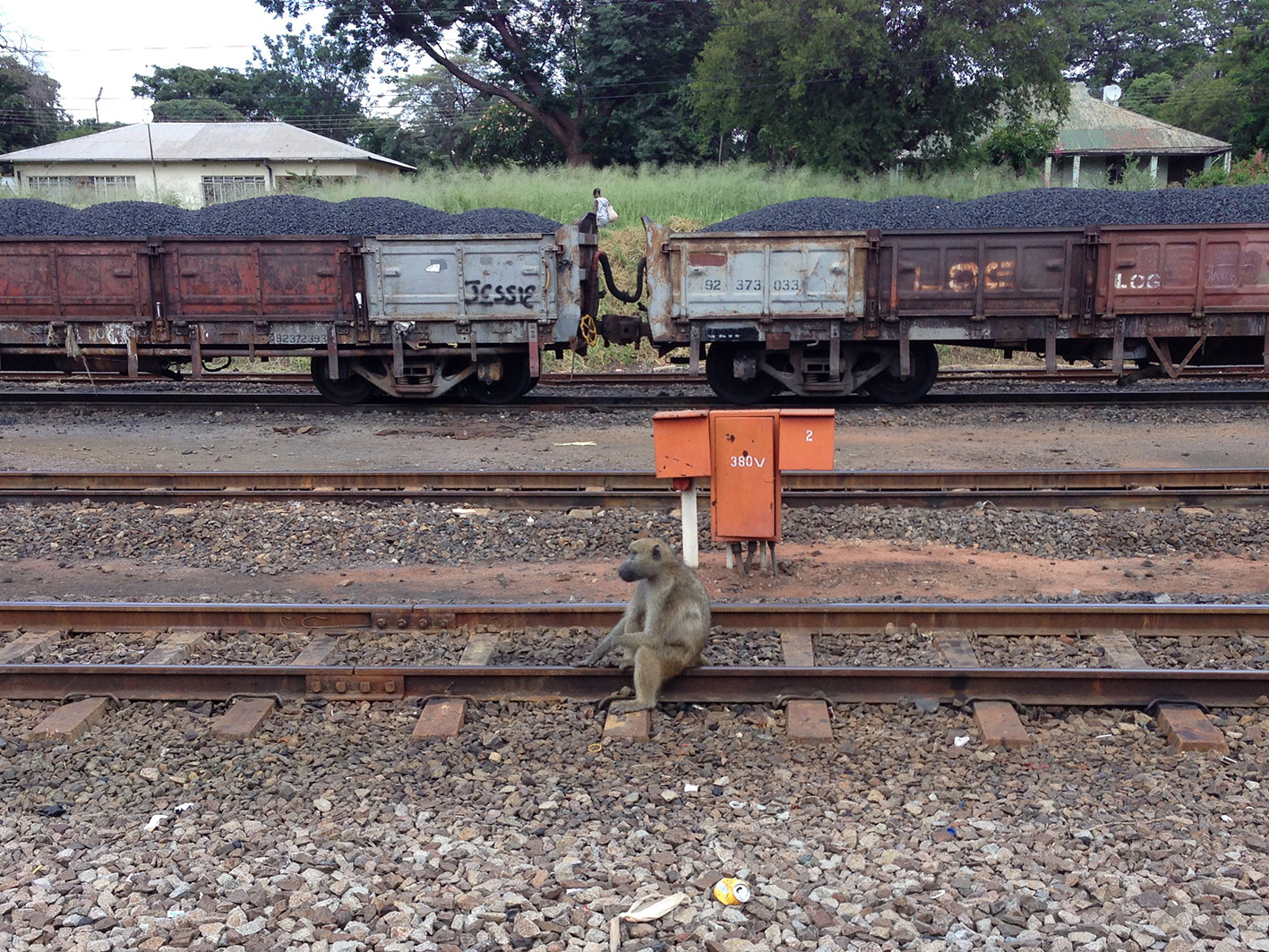
Un babuino en la estación de Victoria Falls en Zimbabue.

En la mitología egipcia, Babi o Baba era la deificación del hamadríade y, por tanto, era un animal sagrado. Era conocido como el asistente de Thoth, por lo que también se le llama el babuino sagrado. Una de las formas adoptadas por Thot  tenía la apariencia de un babuino, tocado ocasionalmente con los cuernos y el disco 
solar típicos del patrón religioso egipcio.
La representación más antigua data ca. 3000 a. C., habiéndose hallado una estatua de babuino con el nombre inscrito del faraón Narmer.
Los babuinos y humanos llevan vidas separadas en la mayor parte de las zonas de África. No suelen ser perseguidos por el hombre, pero sí que puede ocurrir al revés. Por su glotonería y ferocidad se les prefiere mantener alejados de las poblaciones. En algunas grandes ciudades de Kenia y Tanzania, algunos babuinos se han instalado en los vertederos de las grandes ciudades, donde se alimentan de despojos. Suelen diferenciarse de los babuinos silvestres porque adoptan un pelo grisáceo y un tamaño mayor que los salvajes gracias a su alimentación más abundante durante la infancia. Sin embargo, si un infante trata de ofrecer alimentos a una cría de babuino, corre el riesgo de que los progenitores de la cría persigan a esos infantes para matarlos, considerando que pueden ser una amenaza para su cría.

## Etimología
La palabra babuino en español procede del francés babouine. 
En francés escrito babouin o baboin, este antiguo término se utilizaba desde el siglo XIII para designar a un tonto, un simplón, un niño mal educado o un hombre o anciano de físico atípico o feo. Este término se utiliza con menos frecuencia para designar un espantapájaros. Pero ya desde mediados del siglo XIII, también se utiliza para designar a un mono caracterizado por labios grandes y prominentes.
La palabra es utilizada por Georges-Louis Leclerc de Buffon, conde de Buffon, para nombrar al mono cinocéfalo en su obra Historia natural. Buffon estaba entonces en conflicto con una familia de banqueros lioneses llamada Baboin que le había prestado dinero para la construcción de sus forjas en la ciudad de Buffon. Arruinado por un delincuente a quien había confiado la gestión de este asunto y que había huido con el fondo, Buffon tuvo numerosos problemas con sus patrocinadores y, en particular, con la familia Baboin, que incluso lo demandó. A Buffon la redacción de su Historia natural, de la que estaba terminando los últimos volúmenes, le permite vengarse un poco de sus acreedores litigantes: llama babuino al cinocéfalo y ofrece una descripción poco halagadora del "animal".